# 悪路王

悪路王面形彫刻（複製）図像。城里町高久の鹿島神社の拝殿にて

悪路王（あくろおう）は、鎌倉時代に記された東国社会の伝承に登場する陸奥国の伝説上の人物。文献によっては、悪来王、阿黒王などとも記されている。
鎌倉時代以降、鹿島神宮や鎌倉幕府など東国社会の文献にその名前が登場し、『鹿島神宮文書』では「悪来王」が藤原頼経によって討たれたとあり、『吾妻鏡』では「悪路王」は蝦夷（えみし）の賊首で赤頭とともに坂上田村麻呂と藤原利仁によって征伐されたとある。これら東国社会の伝承が平安京に持ち込まれると室町物語（御伽草子）の成立に多大な影響を与え、特に『吾妻鏡』での記述は室町時代に成立した『鈴鹿の物語』など田村語りの世界へと引き継がれ、悪路王は御伽草子の登場人物である藤原俊仁によって討たれる鬼として描かれた。
江戸時代の東北地方では『田村の草子』を底本とした『田村三代記』が、奥浄瑠璃を語る目盲法師の代表的演目として各地で流布されたことで巷に広がりをみせ、地方伝説として伊達藩を中心に岩手県や宮城県、奥羽山脈を越えた秋田県にまで定着、上演された社寺の縁起などに取り込まれた。多くは坂上田村麻呂伝説として伝説上の人物である坂上田村丸によって討伐されたとするもので、人首丸伝説などの後日譚まで創出された。
悪路王と同時代に諏訪大社の文献で登場した高丸と混交・融合された形跡もみられ、「悪事の高丸」として同一視されることもある。また、民俗学からは歴史上の人物であるアテルイと悪路王を同一視する論説やモチーフとなって悪路王伝説が生まれたとする論説がある一方で、歴史学からは後世に創出された伝説であるため史料とは認められず俗説にすぎないとする論説もあり、見解が分かれている。

## 歴史

### 鎌倉時代

#### 鹿島神宮文書
茨城県鹿嶋市宮中にある鹿島神宮の「白馬祭の由来記」について、藤原実久によって記された天福元年（1233年）の『鹿島神宮文書』の一節に悪来王の名前が登場する。
ここでは悪来王を退治したのは初代摂関家将軍となった藤原頼経（九条頼経）とされ、頼経による悪来王退治をひいて摂家将軍の武威を喧伝した。
この「白馬祭の由来記」を書いたという藤原実久は、鎌倉時代初期の有力御家人・那珂実久ではないかとされる。名前が一致していること、那珂氏と摂家将軍頼経が親密な関係にあったこと、那珂氏の拠点である那珂西郡には悪路王の首像を所蔵する高久鹿島神社があること（高久鹿島神社の悪路王面形彫刻節も参照）、那珂西郡は中世において鹿島信仰とタケミカヅチ伝説が先進的かつ濃密に分布する地域であったことが挙げられる（鹿島信仰と達谷窟節も参照）。
那珂氏と同族で源義家と主従関係を結んで武勇をはせた藤原頼経（摂家将軍九条頼経とは別人物）は中郡氏の祖となり、その養子となった中郡経高も保元の乱で活躍したことで常陸国に一大勢力を持った。経高の妻と源頼朝の母は姉妹であり、経高の子孫は鎌倉幕府の御家人となるが貞永年間（1232 - 1233年）に地頭職を没収されると影響力を低下させた。黒田智は、経高は同時代の大中臣氏の同族で、京都・畿内とも深い関係をもち鹿島神の信仰圏を本拠地としていた那珂氏の実久とともに藤原鎌足や頼経の物語をかりて藤原摂関家の武威を喧伝した可能性を指摘している。
入間田宣夫は、鎌倉時代前期の東国社会において、征夷大将軍の任務は悪路王の退治にあるとの認識が一般的となりつつあったことのひとつの証明ではないかと指摘している。

#### 吾妻鏡
天治3年（1126年）3月24日付『中尊寺供養願文』で藤原清衡は「東夷之遠酋」を自称し、奥州藤原氏は「東夷」の住む地に新たな文化を創出しようと数々の事業を1世紀に渡って成し遂げたが、文治5年（1189年）の秋に滅亡する。その有り様は、鎌倉時代末期の正安2年（1300年）頃に成立したとされる『吾妻鏡』に記され、同時に東北地方での田村麻呂の事蹟や田村語りも記される。
文治5年9月21日の条に、源頼朝が胆沢郡鎮守府にある鎮守府八幡宮に参詣したことを記している。
鎮守府八幡宮創建の由来を記し、貞観元年（859年）に岩清水八幡宮が勧進されるより前に、清和源氏が崇敬する八幡神が田村麻呂によって鎮守府に勧進されていた事に驚いた鎌倉方が記述した。頼朝は鶴岡八幡宮の第二殿として、全神事を鎌倉幕府の御願とするよう命じた。
続けて同年9月28日の条で、頼朝が鎌倉へと帰還する途中に平泉の達谷窟を通ったときのことが記されているが、そこに悪路王の名前が登場する。
「田谷」はタコクであり、達谷窟（たっこくのいわや）を指す。『吾妻鏡』では、蝦夷の長である悪路王と赤頭が坂上田村麻呂と藤原利仁によって征伐され、田村麻呂が鞍馬寺を模し多聞天像を安置して西光寺を建てたとある（赤頭との関係節も参照）。「田村麿」は田村麻呂の別表記だが、その100年ほど後の人物である藤原利仁が同輩のように語られており、伝承に混乱が見られる。
阿部幹男は、「悪路王伝説」が形成されていく過程について、達谷窟周辺は桃源郷的農村でも賊主が立て籠る要塞でもなく、安倍頼良の本拠衣川の柵との境で、奥州藤原氏全盛には平泉の西門に位置し、堂宇も数多くあったため頼朝は清水寺や鞍馬寺と同じ光景を目にして達谷窟に輿を休めたのではとしている。平泉やその周辺の地に祇園、八坂、鈴沢、東山、大原など京の地名が移されたように、平泉に京の物語が導入されたことで同型の物語が創出された（姫待瀧節も参照）。また平泉の歴史的地理的役割を考える上で常陸国の鹿島との交流も念頭に置かなければならないともしている（鹿島信仰と達谷窟節も参照）。
関幸彦は、王権の所在から東方世界に位置した陸奥を含む東北は「悪路王伝説」に象徴化されるように、古代日本の律令国家が東夷を征伐すべき存在として武威を発揚することで中世を胚胎させたと論じている。『陸奥話記』で坂上田村麻呂伝説が浮上し、これを継承するように『吾妻鏡』が悪路王伝説を紹介したとしている。

### 室町時代

#### 義経記
南北朝時代から室町時代初期に成立した軍記物語『義経記』では、田村麻呂と利仁が悪路王と赤頭を討伐したという『吾妻鏡』の記述を引用しつつ、『元亨釈書』に登場する高丸が混交したことで「悪事の高丸」なる人物に置き換えられている（高丸との関係節も参照）
。
周の太公望撰とされる六韜という兵法書を読むことで田村麻呂は悪事の高丸を、利仁は赤頭の四郎将軍を討ち取って名を挙げたとある。

#### 田村の草子
『鈴鹿の物語』『鈴鹿の草子』『田村の草子』などでの悪路王は、歴史上の人物である藤原利仁をモデルとした伝説上の人物である藤原俊仁に討伐されたと語られる。

#### 立烏帽子
御伽草子『立烏帽子』での阿黒王は悪鬼として登場し、坂上田村五郎利成に討伐されたと語られる。
この『立烏帽子』は能『田村』など鈴鹿山鬼神退治譚（鈴鹿山大嶽丸退治譚）の延長線上の作品か、『鈴鹿の草子』から別伝として独立したものか成立過程は不明。

### 戦国時代

#### 田村三代記
戦国時代末期の天正18年（1590年）、葛西氏・大崎氏が領有する陸奥国中部（宮城県北部～岩手県南部）に勢力を拡大しようとした伊達政宗は一揆を煽動し、それに乗じて一揆を鎮圧したことで葛西・大崎13郡は政宗に与えられることになった（葛西大崎一揆）。しかし地元民の伊達氏に対する怨恨は強く、正室を田村氏出身の愛姫とする政宗は、伊達氏による領有の正当性を領内に広める目的で新領民へのプロパガンダとして、悪逆な悪路王を討つ武神としての田村麻呂を称揚する奥浄瑠璃『田村三代記』という仙台藩独自の芸能を利用した。『吾妻鏡』の時期には付与されてはいなかった悪逆非道な達谷窟の悪路王像について、仙台藩が田村将軍の鈴鹿山鬼退治伝説を達谷窟に置き換え、奥浄瑠璃の流布によって領内に広めたものとの論説がある。
こうして江戸時代の東北地方で盛んに演じられた『田村三代記』は第一群、第二群、第三群に分類される。第一群は悪路王捜索の山狩りが主体となり、中世的説話を色濃く伝え、御伽草子『田村の草子』からの古態を残す写本群となる。その一方で第二群には悪路王は登場せず、第一群にはない「将軍巻狩の段」や「塩竈神社の縁起」などが挿入され、田村利光による七ツ森での壮大な巻狩が描かれる。しかし第一群、第二群ともに御狩を通して「悪玉との契り」がもたらされることから、『田村三代記』では悪路王の登場の有無に関わらず御狩は構成要素として不可欠であった。第二群の成立には歴史的出来事が反映され、天正19年（1591年）正月9日に奥州仕置を成し遂げた豊臣秀次の軍勢が帰途のおり、七ツ森で御狩をおこなったと『伊達成実記』に記され、近世東北の史実や江戸時代初期の文芸趣向を反映していることがわかる。また慶安3年（1650年）に伊達忠宗が片倉重長と行った蔵王山の巻狩で活躍した片倉良種の姿は、『田村三代記』の御狩で活躍する霞源太を彷彿とさせる。良種の出自は田村丸伝承を携えた田村氏出身である。

### 江戸時代

#### 日本王代一覧
慶安5年（1652年）に林鵞峰により編集された歴史書『日本王代一覧』巻之2では、悪路王と高丸が再び別人物として記されている。また、アテルイはこの翌年の項に「大墓公」という称号で触れられているので、やはり別人である。

#### 前々太平記
正徳年間（1711年 - 1716年）に平住専安が著した軍記物語『前々太平記』では田村麻呂が悪路王を生け捕りにしたとある。ここでも悪路王と高丸が別人物として記されている。
一般的に『前々太平記』は野史や稗史とされているが史実性への加工が巧みであり、歴史への演出を心得たうえで叙述している。
延暦21年に関しては『日本紀略』が引用されている。
一方では、延暦20年の記録は中世の『吾妻鏡』および『元亨釈書』が出典とみられる。「胆沢の八幡宮」「弓矢を奉納」は『吾妻鏡』文治5年9月21日条が、「悪路王」「達谷窟」は『吾妻鏡』文治5年9月28日条が、「高丸」「駿河国清見関」「高丸を射殺」は『元亨釈書』が出典と考えられる。

#### 大日本史
『大日本史』巻之122の坂上田村麻呂の項では、『元亨釈書』と『吾妻鏡』の記述が引用されている。

#### 日本百将伝一夕話
『日本百将伝一夕話』巻之3の坂上田村麻呂の項は、『元亨釈書』に語られる霊験を下敷きにしつつ、娯楽のため大幅に戦闘描写を増やしている。本書でも高丸と悪路王は別人とされている。田村麻呂は謎の童子に拾ってもらった矢で高丸を射抜いて官軍を勝利へと導くが、怒った悪路王は決死の突撃を行ってなおも抵抗し、死闘の末に田村麻呂に斬られた。

## 名前

### 悪路 = 地名説
「悪路」とは東北地方のある地域を指す名称であり、その地の有力者を「悪路王」と呼んだのではないかという説がある。
『陸奥話記』冒頭に、源頼義が胆沢の鎮守府から多賀へと帰還する過程で「阿久利川」を渡る場面がある。
また、『発心集』『承久記』『平家物語』といった鎌倉時代文学作品の中で、「あくろ」が東北地方の地名「津軽」「つぼのいしぶみ」と並んで扱われていることも傍証となっている。

### 悪路 = 悪王子説
悪霊を神として祀り、「悪王子」や「若宮」と称して有力神社の末社に据える風習があり、この悪王子の考え方を基盤として征夷の後で蝦夷の怨霊鎮めが行われたことから悪路王伝説が産まれたのではないかという説。悪王子説では「悪」は善悪の悪ではなく、「悪太郎」「悪僧」のように「強くかつ無道な」との意味を指す。

## 史実性の議論
高橋崇は著書『坂上田村麻呂』において、史実におけるアテルイの降伏に対し「史料的裏付けの乏しい解釈には慎重でありたいと願う」と史料に基づく記述への配慮をしつつ、それと同時に悪路王など坂上田村麻呂伝説全般について「採るに足らぬ俗説」としている。また新井白石について『読史余論』で陸奥の夷高丸が駿河の国清見が関まで攻め上がり、田村丸はこれをうち取り、北に追って陸奥の神楽岡で斬ったと記述していることについて「合理性と実証を重んじた史学者として白石らしからぬ叙述」と批判している。
桃崎有一郎は著書『武士の起源を解きあかす: 混血する古代、創発される中世』において、『吾妻鏡』での悪路王は田村麻呂と利仁の2人に討伐されたとあるが、2人は同じ時代の人物ではなく、悪路王も実在した可能性がほぼないとしている。また『吾妻鏡』の記述についても、頼朝の段階で別のいい加減な伝説が語られていたとしている。

## 地方伝説

### 岩手県

#### 姫待瀧
伊達氏仙台藩4代藩主・伊達綱村の命により佐久間義和が編纂した『奥羽観跡聞老志』巻之10は磐井郡の旧跡を収録する。前述の達谷窟のほかにも、史書には見られない伝承が取り上げられている。

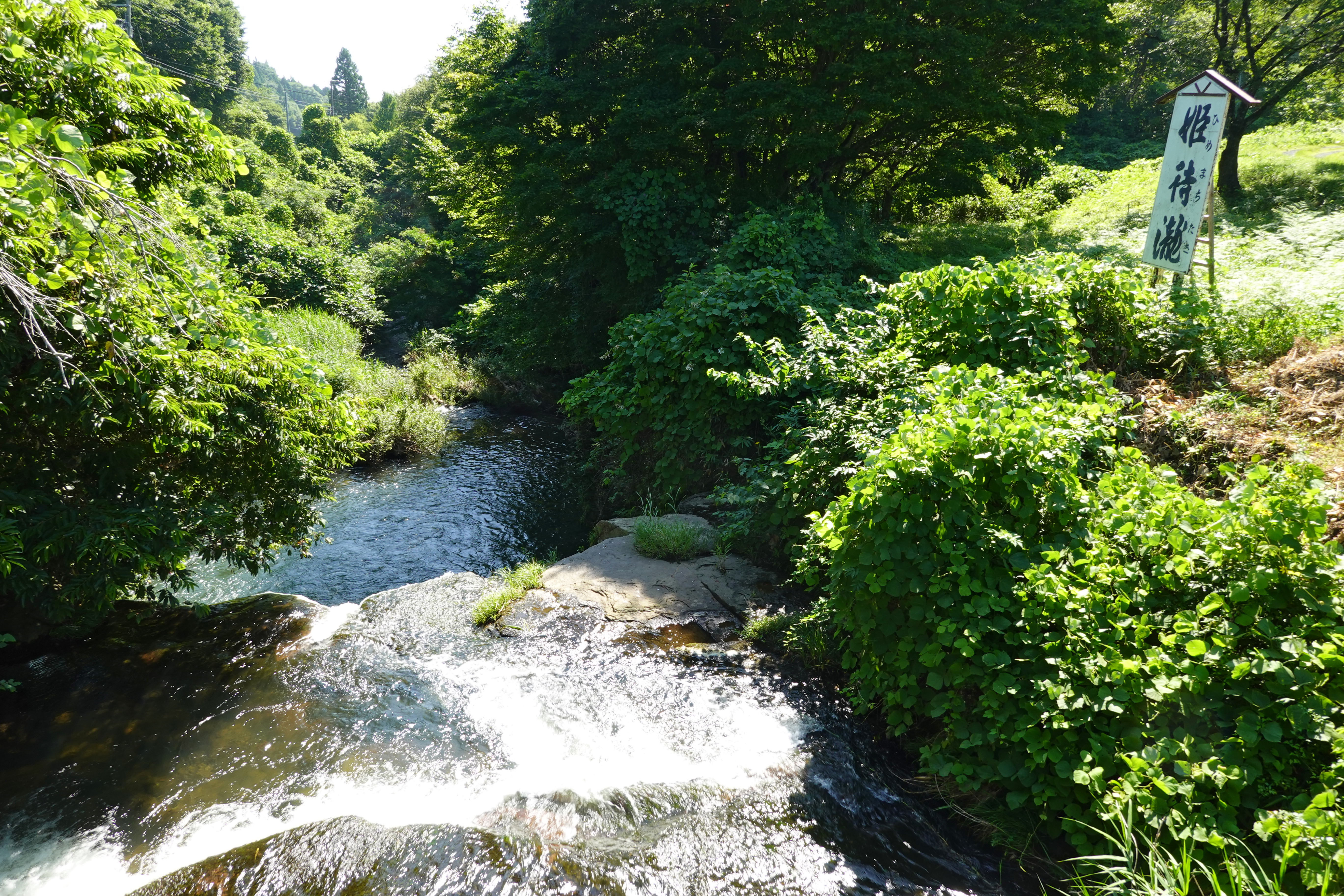
姫待瀧

#### 人首丸伝説
岩手県奥州市江刺米里は、かつては江刺郡米里村であり、さらにその前は人首村（ひとかべむら）と呼ばれていた。この地名は悪路王の甥に由来するとされる。
地元の伝説によれば、坂上田村麻呂の征討によって悪路王は磐井で、その弟の大武丸は栗原にて敗死したが、大武丸の息子・人首丸（ひとこうべまる）は江刺まで落ち延び、大森山の岩屋を拠点としてなおも抵抗を続けた。その人首丸も田原阿波守兼光の兵によってついに討たれ、その地に葬られたという。

#### 松尾の長者屋敷
岩手県八幡平市松尾の長者屋敷は、縄文時代から平安時代にかけての複合遺跡である。伝説によれば、この地に居を構えていたのは大武丸配下の「高丸、悪路」の一族に連なる「登喜盛」であるという。
坂上田村麻呂は霧山岳（岩手山）を根城とする大武丸を討った後、南下して達谷窟の高丸、悪路征伐に向かった。登喜盛は北の監視が手薄になった隙を突いて蜂起したものの、田村麻呂が再北上してきたため鹿角方面へ逃走を図った。しかし結局は登喜盛も田村麻呂に討たれることとなり、このとき田村麻呂が血染めの太刀を洗い清めたのが、「岩手の名水20選」のひとつ「太刀清水」と伝わる。

#### 衣川の霧山
岩手県奥州市衣川には、高丸の拠点とされる洞窟がある。
衣川南股柳沢向に「霧山」があり、その山中の洞窟の奥行きは8000メートルもの長さに及んでいた。霧山に住む高丸はこの洞窟を通じて達谷窟の悪路王と密に連絡を取り、官軍を苦しめたという。もっとも、霧山と達谷窟がつながっているというのはあくまで伝説であり、そのような地下道が実在しないことは達谷窟が火災に見舞われた際に明らかとなっている。
『平泉志』ではこの霧山の別名を「善城」としているが、『衣川の古蹟』では霧山から南西に30町 (3.3km) の場所にある別の山が「善城」であり、霧山が高丸悪路王の巣窟だったように善城は「大武麿」の巣窟だったとしている。

#### 中尊寺の蕨手刀
平泉町にある中尊寺の大長寿院には、悪路王所用と伝えられる長さ52センチメートルの毛抜形蕨手刀が所蔵されている。
1977年（昭和52年）4月26日、「彫透柄の横刀（ほりすかしえのおうとう）」として岩手県指定文化財に登録された。

### 宮城県

#### 古将堂
『奥羽観蹟聞老志』に刈田郡斎川村にある古将堂の勧請由来がみえ、その中に悪路王が登場する。古将堂は佐藤継信・忠信の妻が凱旋装束して老婆を慰めたという故事に因んで甲冑をおびた女体二像が安置されている。
この斎川村の古将堂の勧請由来は、田村語りが間接的に地元の伝説や社寺縁起に取り入れられた典型である。御伽草子の登場人物である鈴鹿御前が登場していることから、悪路王が登場する勧請由来は御伽草子が成立した室町時代以降に創出されたものであり、合わせるように継信・忠信の妻の女体二像も田村麻呂と鈴鹿神女へと変化している。

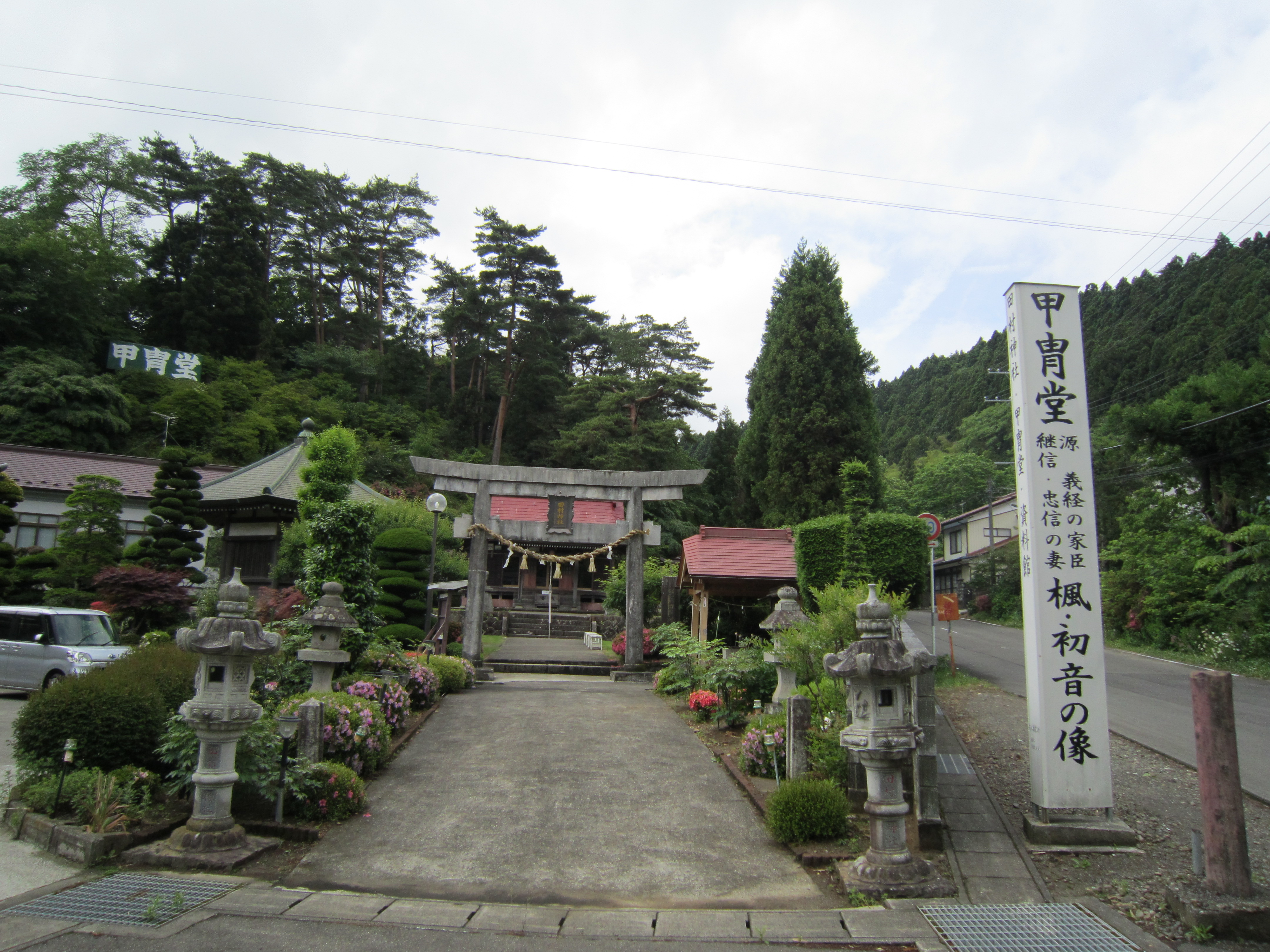
田村神社（白石市）
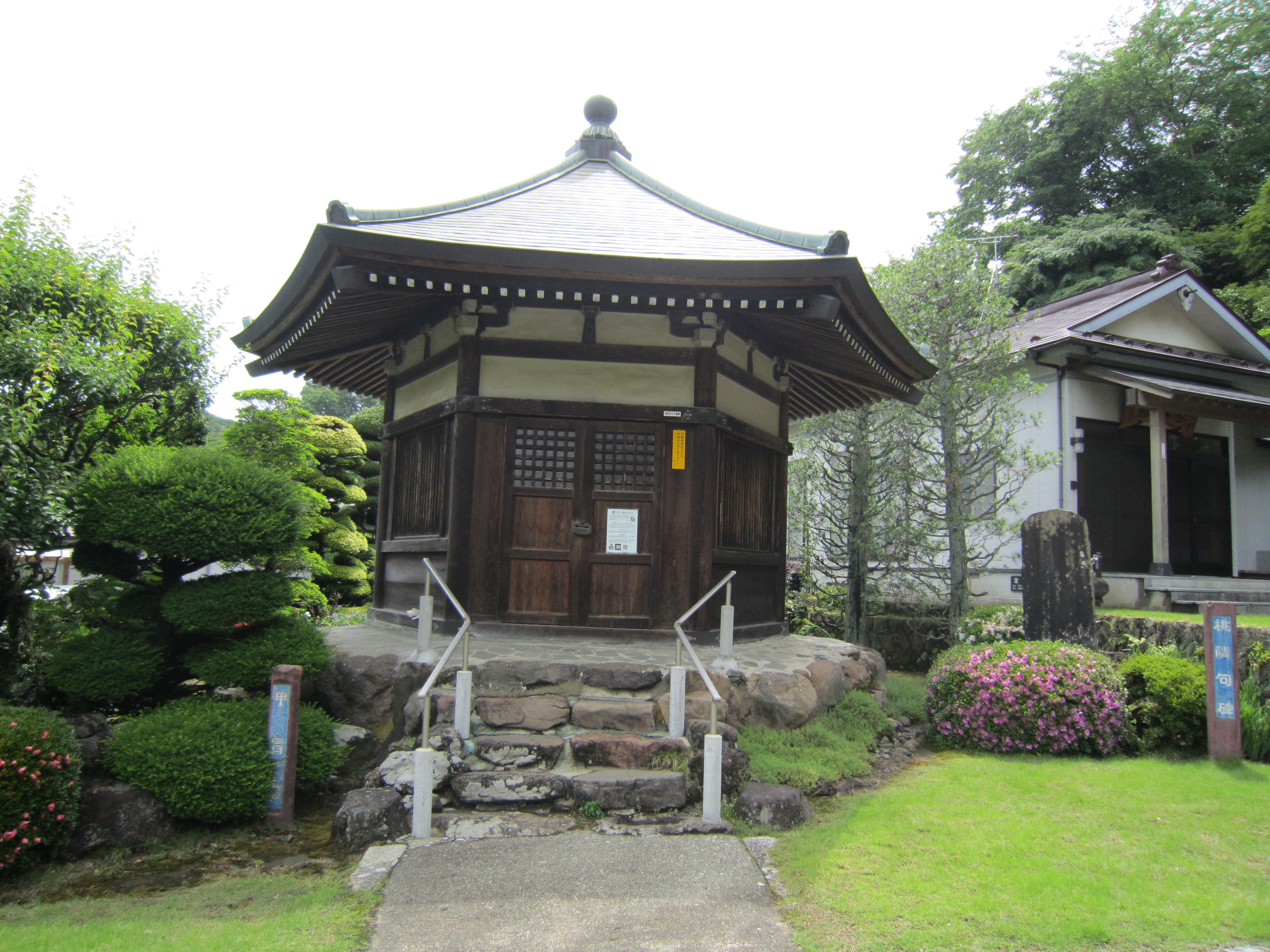
甲冑堂（古将堂）
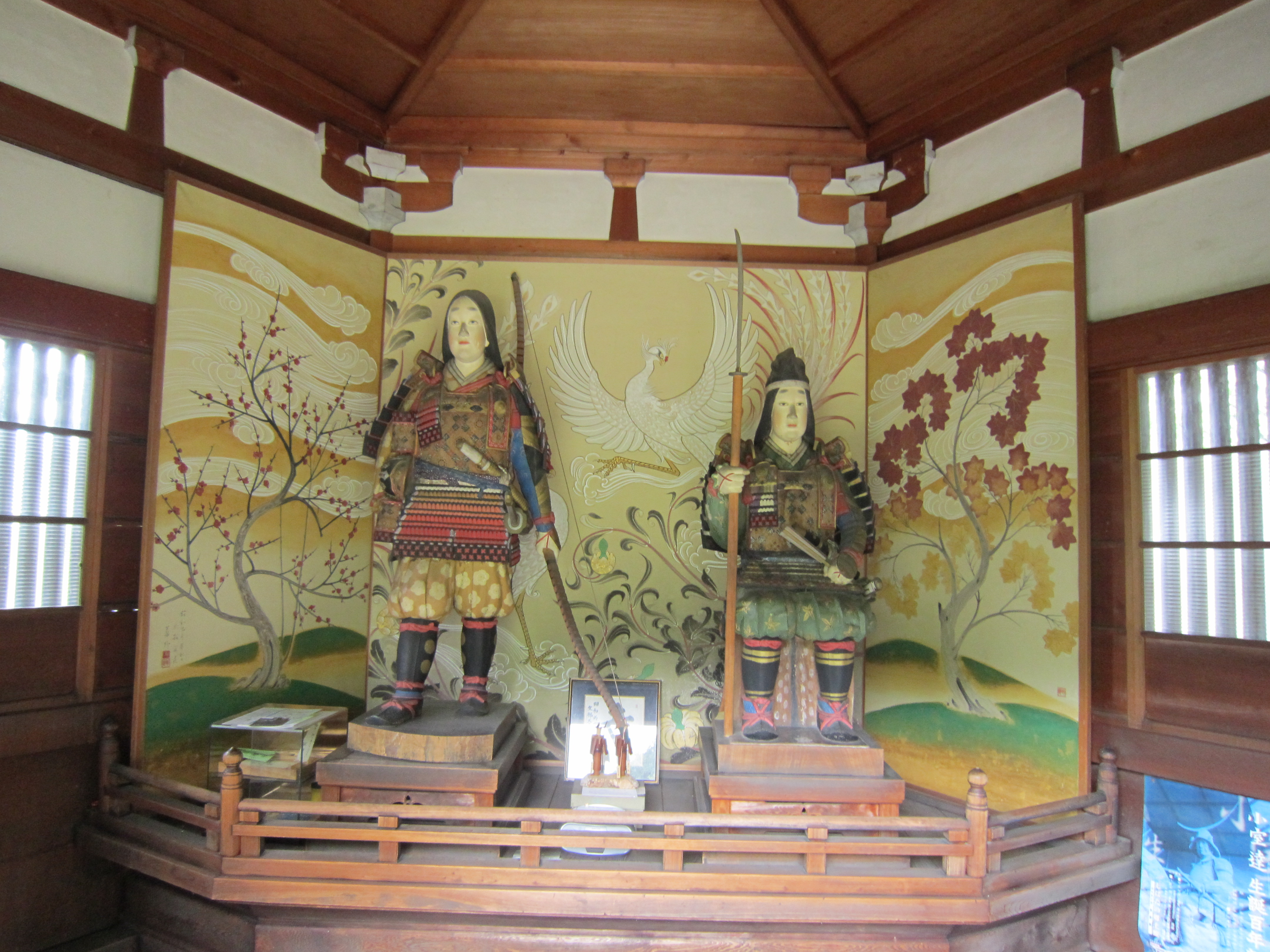
堂内の像

### 秋田県

#### 出羽国切畑の伝説
菅江真澄が出羽国雄勝郡にて採取した民話では、悪路王が鬼として伝えられている。菅江が土地の老人に聞いたところによると、松岡の「きりはた山」には「あくる王」という鬼が住んでいた。その妻「たてゑぼし」は鈴鹿山に住んでいたが、夜な夜な通ってきていた。双方とも「田村としひと」に討伐されたという。
雄勝郡切畑郷の蓮華平村の名前は、悪路王がいたころ、この地に大きな池があり多数のハスが咲いていたことに由来するという。江戸時代にはすでに池はなくなっており、跡は田地になっていた。同じく切畑郷の畑村には「鬼の窟」があり、悪路王が住んでいたとされる。また切畑にあった山田城は、後三年の役で金沢城から敗走してきた清原武則が立て籠もったといわれるが、それ以前は悪路王の居城であり、「鬼ケ窟」と呼ばれる洞窟があったとも伝えられる。
秋田県に残る話の中には、当初悪路王が根城としていたのは雄勝郡剪旗山（きりはたやま）であり、田村麻呂に追われて達谷窟に遷ったとするものもある。また、達谷窟から逃げてきた悪路王が、皆瀬村の霧二十重山（きりはたえやま）に籠ったものの、追撃してきた田村麻呂に討たれたとする、逆のパターンもある。
秋田県湯沢市松岡を流れる切畑川の上流には「阿黒岩」と呼ばれる院内石（凝灰岩）の露頭があり、秋田県道278号雄勝湯沢線から望むことができる。ここは「阿黒王」という鬼が坂上田村麻呂に討たれた地と言われ、崖の中腹には「阿黒王神社」の祠が据えられている。また松岡には、このとき田村麻呂が戦勝を祈願して建立したと伝えられる白山神社もある。
湯沢市相川の東鳥海山の山上には、田村麻呂が陣を張って戦勝祈願を行ったのを起源とする東鳥海山神社がある。この山にある鬼子骨（おしこ）塚に討たれた悪路王の腕が埋められ、その際に植えられた一株の山椿が後世になっても咲くのだという。

### 福島県

#### 大滝根山の鬼穴
福島県田村市の大滝根山に立てこもって坂上田村麻呂に抵抗した鬼賊の名は、「大多鬼丸」とされることが多い。しかし同市内の白鳥神社の縁起では、刈田岳に居を構える「悪路王大滝丸」が、妖術で霧を呼んだり火の雨を降らせたりして田村麻呂を苦しめたと伝わる。田村麻呂はいったん都に帰ったものの再出陣し、刈田岳を追われた悪路王大滝丸は大滝根山に飛んで逃げたが、その地で最期を迎えたという。
ほかにも同市常葉町常葉の小松神社では、大滝根山の「大高丸」が偽りの降伏で田村麻呂を欺き、隙を突いて火攻めを仕掛けたものの、ワシが飛来して雨を降らせたため敗北したと伝えられている。常葉町堀田の日鷲神社にも同様の伝承があるが、そこでの賊の名は「霧島岳の高丸悪路王」である。
また、大滝根山の南西中腹に「達谷窟（たやのくつ）」または「鬼穴」と呼ばれる洞窟があり、高丸悪路王らが拠点としたと言われている。

### 茨城県

#### 鹿島神宮の悪路王の首像・首桶
茨城県鹿嶋市の鹿島神宮には、悪路王の首像・首桶が収められている。これは、田村麻呂が征伐した悪路王の首級を、藤原満清が寛文4年（1664年）に木造で復元奉献したものである。当社の説明では、悪路王は蝦夷の指導者・阿弖流為を指すとしている。

#### 高久鹿島神社の悪路王面形彫刻
茨城県城里町高久の鹿島神社には悪路王面形彫刻が伝わる。田村麻呂は下野達谷窟で討った悪路王（阿弖流為）の首級を当社に納めた。ミイラ化した首は次第に傷みがひどくなったので、木製の首をつくったという。
達谷窟の所在地が陸奥国ではなく下野国とされているところが他の伝承と異なる。三木日出夫はこれを栃木県矢板市の小字「田谷」と関連付けており、実際に当地には田村麻呂にまつわる伝説が残っている（高丸 (人物)#那須の伝説の節を参照）。

### 滋賀県

#### 近江国蒲生野の伝説

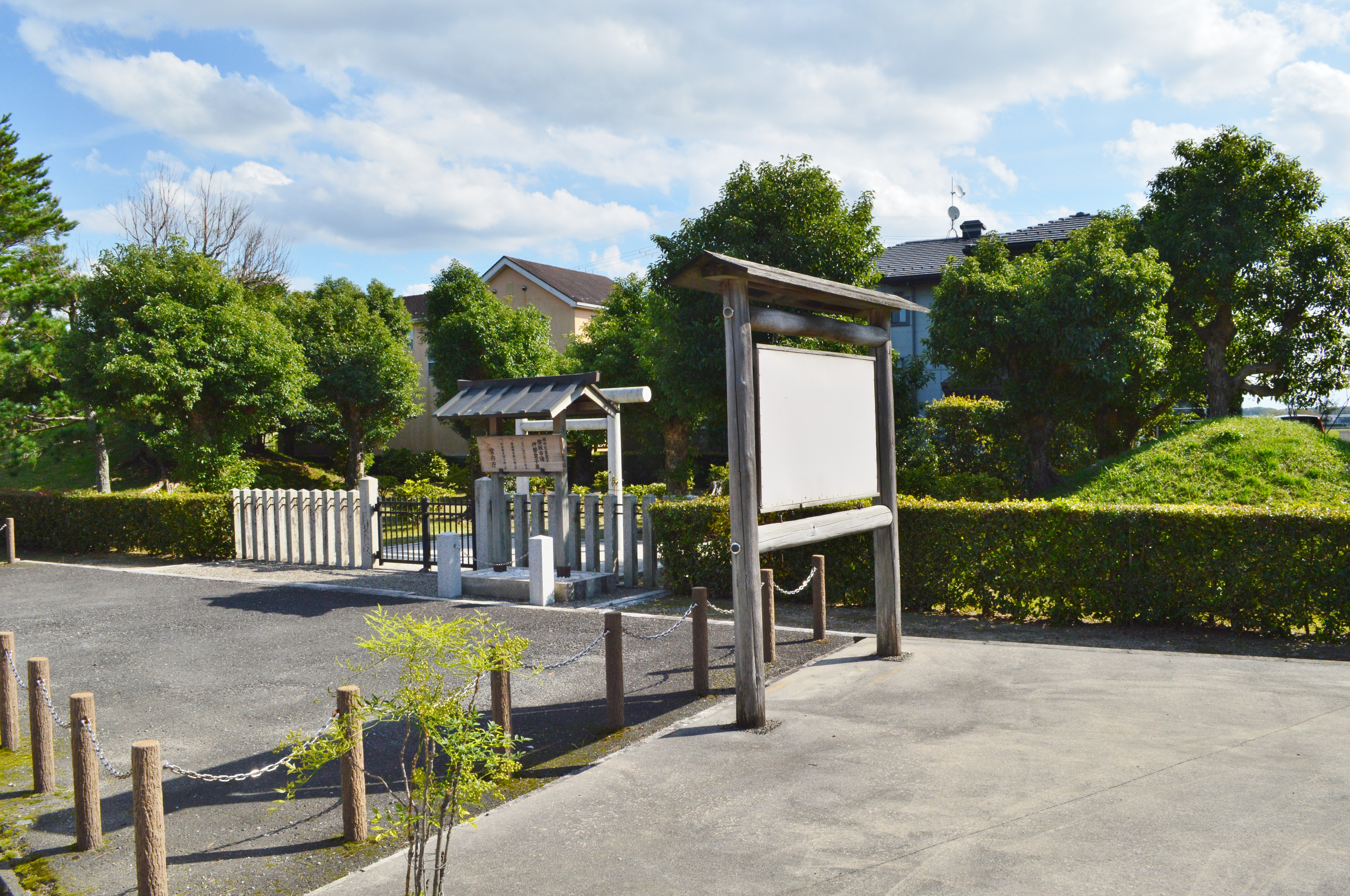
古保志塚古墳

『日本書紀』巻第27には、天智天皇8年（669年）、余自信・鬼室集斯ら滅亡した百済からの亡命者約700人が近江国蒲生郡に遷されたとある。そうした経緯から蒲生郡の日野には鬼室集斯の墓があり、そこから東に行った山中には「鬼室王女、朱鳥三年戊子三月十七日」と刻まれた碑があった。ところが後代になると、これらが人名であることが忘れ去られ、碑の「鬼」や「王」を文字通りに受け取った結果、悪路王の伝説と結び付けられるようになった。
同じく日野の蒲生野にはコボチ塚がある。これは雄略天皇に暗殺された市辺押磐皇子が従者の佐伯部仲子もろとも埋められたものを、後になって塚をこぼち（壊し）、2人を分葬し直したところから付いた名である。この由来もまた忘れ去られ、鬼が塚を壊して屍を喰らい、そこに棲みついたという伝承となった。
『太平記』諸本のうち、天正本のみに見える記述で、コボチ塚と「悪事高丸」の結び付きが既成事実化していることが確認できる。

## 伝承地

### 神楽岡
高丸終焉の地である「神楽岡」の詳細は判然とせず、『奥羽観跡聞老志』巻之10でも達谷の近くと推測するに留まる。宮城県遠田郡涌谷町箟岳字神楽岡に所在する箟峯寺には、田村麻呂が赤頭高丸と悪路王を討って首を京に送った後、胴を岡の上に埋めるとともに戦死者を葬った塚を築き、その上に観音堂を建てたという伝説が残る。
しかし伊能嘉矩は「未だ必ずしも一地に拘泥すべからず」と述べている。また定村忠士は、『諏方大明神画詞』における騎馬武者の流鏑馬や『鈴鹿の物語』における鈴鹿御前の星の舞（坂上田村麻呂伝説を参照）に着目し、「神楽岡」とは文字通り「神楽の舞台」であって実在の場所ではなく、箟岳字神楽岡は先行する伝説にならって後から付けられた地名だろうと説いている。

## 考察

### 複数人説
悪路王にまつわる伝承は、異称にまつわるものも含めれば、あまりにも多岐に渡るため、特定の一個人を指すとは考え難くなる。
伊能嘉矩は、朝廷勢力の進出に激しく抵抗する蝦夷のある一群につけられた呼称が「悪路王」であると考察しており、各地に所在した10人や100人の悪路王の事跡が、中でも最も偉大であった「達谷窟の悪路王」へと帰せられていったとしている。

### 鹿島信仰と達谷窟
『続日本紀』には桓武朝による第一次蝦夷征討で常陸国神賤が多賀城へと向かっていたことが記されている。
神賤とは神人（神戸）を指し、常陸国神賤は茨城県鹿嶋市宮中にある鹿島神宮に仕えた人々である。常陸国神賤は常陸国から菊多・磐城・標葉・行方・宇多・伊具・亘理・宮城・黒河・色麻・志田・小田・牡鹿と38の末社を勧請し、奉幣しつつ陸奥へと進軍している。福島県から宮城県にかけて鹿島神が各地に多く祭祀されている原拠となる。
鹿島神宮には「鹿島合戦」とよばれる物語が伝わっている。
田村将軍ではなく鹿島神が登場して、外国の鬼神たちを退治、奥州達谷窟に鬼の母を押し込め毘沙門を祀ったと語る。まつろわぬ民は「日高見の窟」に住むという古来の概念が、常陸国神賤の東進とともに北上川地域と平泉達谷窟に定まり、悪路王伝説の創出に繋がったものと考えられる。この物語は枕石寺に伝来した「無明法性合戦状」や「仏鬼軍」に連なり、文保本『太子伝』の「守屋合戦」とも関係がある。宮城県栗原郡、長野県水内郡、群馬県高崎市から4本の写本が発見されていることから、東国から東北にわたる広い伝承圏を有していたと推測される。

### 赤頭との関係
悪路王の仲間と思われる「赤頭」について、喜田貞吉は『吾妻鏡』以外に確かな出典をほとんど知らないと述べている。
伊能嘉矩は、アカカシラ→アカシラ→アカラと略せばアクロに通じるので、元は1人の名前を2通りの表記で示したものが、いつしか別々の人物と解釈されるようになったのだろうとしている。

### 高丸との関係
悪路王は坂上田村麻呂伝説に登場する「高丸」と同一視されることもある。
『今昔物語集』巻11、『群書類従』所収の藤原明衡撰「清水寺縁起」、『扶桑略記』、『源平盛衰記』巻3にみられる清水寺草創縁起には田村麻呂による蝦夷征討に関した事蹟は記されていない。頼朝が鎌倉幕府を樹立して武家の時代が到来すると、元亨2年（1322年）に臨済宗の僧・虎関師錬がまとめた日本の仏教通史『元亨釈書』の清水寺草創縁起に陸奥の逆賊・高丸なる人物が登場する。高丸の名前は元寇の直後に作成された『八幡愚童訓』では塵輪という鬼神を防ぐ人物として登場し、『諏訪大明神絵詞』では安倍氏悪事の高丸として安倍氏に結合する形で登場する。
諏訪大社は田村語りを縁起や祭礼由来などに取り入れることで自らの神威の高揚を画策し、南北朝時代中期には『神道集』や『諏訪大明神絵詞』が作成された。安居院流の唱導集団によって14世紀半ばから15世紀初頭に作成された唱導台本『神道集』では、奥州の鬼として悪事の高丸なる人物が登場する。
『諏方大明神画詞』では東夷の安倍高丸を坂上田村丸が討伐したとある。また安藤氏の乱について触れた箇所には「武家、その濫吹を鎮護せんために、安藤太と云を蝦夷の管領とす。此は上古に安倍氏悪事の高丸と云ける勇士の後胤なり」とあり、安倍氏は高丸の子孫であるとしている
伊能嘉矩は、「悪事」は「悪路」に通じるので、悪路王と高丸は同一人物の異称であると考えられるとしている。
関幸彦は、『吾妻鏡』の悪路王は「あくる・あくろ・あくじ」と種々に読み換えられ、『元亨釈書』で登場した「高丸」と結び付けられたことで、後の中世文学で「あくじの高丸」の名前が誕生したのだろうと論じている。江戸時代には『前々太平記』など『吾妻鏡』と『元亨釈書』の混合がみられるとしている。

### 大武丸や大嶽丸との関係
大嶽丸は東北地方を拠点とする鬼であることや、田村麻呂に退治されることが悪路王と共通しており、両者にはなんらかの関係があると思われる。
両者はしばしば伝承の中で混交される。『吾妻鏡』で悪路王の砦とされた達谷窟を指して「大竹丸といふ鬼の住所也」とする話が『奥州紀行』に記録されている。この「大竹丸」は「大嶽丸」の同音異表記と考えられる。逆の例を挙げると、『鈴鹿の物語』で大嶽丸は「霧山」に住んでいたが、『平泉志』によれば胆沢郡上衣川村の霧山は別名を善城といい「高丸悪路王等か巣窟」と言われていた。人首丸伝説では、悪路王と「大武丸」が兄弟とされている（人首丸伝説の節を参照）。
伊能嘉矩は、各地の伝承に見える大嶽丸・大竹丸・大武丸・大猛丸の名はみな転訛であり、大高丸→悪事の高丸→悪路王と通じるので、つまりは本来ひとつの対象を指していたと結論している。
阿部幹男は、江戸時代の東北地方に鈴鹿山の大嶽丸が登場するお伽草子『鈴鹿の草子』や室町物語『田村の草子』、古浄瑠璃『坂上田村丸誕生記』などが伝わると、これら物語を底本とし、東北各地に残る坂上田村麻呂伝説も融合して奥浄瑠璃の代表的演目『田村三代記』が成立した。一方で岩手山の縁起に登場する大武丸は、前述の旧仙台藩や北上川流域を中心に語られた『田村三代記』が影響して発生した伝説ではなく、南部氏が盛岡に本拠を構えた近世に江戸や上方で興隆した古浄瑠璃から新たに本地譚が創出された影響から発生した伝説ではないかとしている。

### 原典
1. ↑  『鹿島神宮文書』 「天福元年正月五日付藤原実久白馬祭由来記」
2. 1 2  『吾妻鏡』 第九巻 文治五年九月小廿一日戊寅
3. 1 2  『吾妻鏡』 第九巻 文治五年九月小廿八日乙酉
4. ↑  『義経記』 巻第二 「義経鬼一法眼が所へ御出の事」
5. ↑  『前々太平記』 巻之八 「田村麻呂夷賊退治并任官位之事」
6. ↑  『日本後記』 巻第十 延暦二十一年夏四月庚子条
7. 1 2  『元亨釈書』 巻第九 「清水寺延鎮伝」
8. ↑  『日本三代実録』貞観8年正月20日の条
9. ↑  『神道集』 巻四 「信濃鎮守諏訪大明神秋山祭事」